# Brockworth
Brockworth – wieś w Anglii, w hrabstwie Gloucestershire. Leży 7 km na wschód od miasta Gloucester i 145 km na zachód od Londynu.